# Principatul Episcopal de Basel
Principatul Episcopal de Basel (în germană Fürstbistum Basel, în alemanică Fürstbischdum Basel) a fost un principat episcopal din Sfântul Imperiu Roman condus de Episcopul de Basel, aflat în Basel, în prezent în Elveția. Principatul a deținut numeroase teritorii în ceea ce este azi Elveția de nord-vest și sud-vestul statului german Baden-Wurttemberg. Principatul va fi desființat atunci când Napoleon va invada și reorganiza lumea germană.